# 可展面
可展面（かてんめん、developable surface）とは、伸縮することなしに平面に展開することができる計量を持つ曲面である。逆の言い方をすれば、平面を曲げたり切ったり丸めたりつなげたりすることで作ることのできる曲面である。曲面の一般の場合として、折り紙のような、折りを含めることもある。
3次元空間において実現できる可展面は以下のとおりである。
- （当然のことながら）平面、これは断面が直線の柱面と見ることもできる
- 柱面、より一般に一般化柱面（断面が任意の滑らかな曲線）
- 錐面、より一般に一般化錐面（頂点をのぞく）
- 接線曲面、曲線の接線を曲線に従って動かすことで形成される曲面（曲面を生成する曲線上を除く）

球面はいかなる計量によっても可展面とはならない。トーラスは展開可能な計量を持つが、そのようなトーラスは3次元空間に埋め込むことができない。4次元空間では実現可能である。
3次元空間上で、可展面はガウス曲率が0である曲面として定義される。全ての可展面は線織面であり、空間内に直線を動かすことによって形成できる。例えば錘面は線分の1端を固定し、他端を円運動させることで形成される。
全ての可展面は線織面だが、その逆は常に成り立つとは限らない、則ち線織面だが可展面でない曲面がある。たとえば双曲面などは線織面だが可展面ではない。
可展面の応用について述べる。例えば、多くの地図の投影法では、地球を可展面に投影して平面に展開する。平面を曲げることで形成できるという特徴は、金属板、段ボール、合板などから構造物を製造する上でも重要である。これは産業的には、材料や手法の自由度が大きく製造に関しても少量から大量までスケールするなどの利点がある。
逆に球面のような面は純モノコック構造などでの利点もあるが、FRPなどしか使えず材料の選択肢が狭い、あるいは薄鋼板では大型のプレスが必要になり少量では採算がとれない等の難しい面があり、新幹線の先端部など量が多くない物では、トータルでの判断から職人のハンマーによる加工で生産されたという例もある。
可展面は造船において特に活用されている。一般に鋼船の外板の部材で、可展面で作れないような曲面のもの（前後の端にはどうしても必要になる）を作るには、日本では戦後以降は撓鉄（鐃鉄とも書く）という手間のかかる加工プロセスが行われている。
可展面でない曲面を「三次元曲面」と言う。

## 注
1. ↑  鉄道車輌などで言っている「モノコック」は、台枠を持たない構造というような、しばしば準モノコックなどと呼ばれるものであることも多い。